# (6796) Sundsvall
(6796) Sundsvall – planetoida z pasa głównego asteroid okrążająca Słońce w ciągu 4 lat i 195 dni w średniej odległości 2,74 j.a. Została odkryta 21 marca 1993 roku w Europejskim Obserwatorium Południowym, w ramach programu Uppsala-ESO Survey. Nazwa planetoidy pochodzi od szwedzkiego miasta Sundsvall. Przed jej nadaniem planetoida nosiła oznaczenie tymczasowe (6796) 1993 FH24.